# ناحیه هانوفر، شهرستان وکسفورد، میشیگان
ناحیه هانوفر (به انگلیسی: Hanover Township) یک منطقهٔ مسکونی در ایالات متحده آمریکا است که در شهرستان وکسفورد، میشیگان واقع شده‌است.
 ناحیه هانوفر ۹۳٫۸ کیلومتر مربع مساحت و ۱٬۲۰۰ نفر جمعیت دارد و ۳۱۹ متر بالاتر از سطح دریا واقع شده‌است.